# El Gran Combo de Puerto Rico
El Gran Combo de Puerto Rico es una agrupación de salsa de Puerto Rico, una de las más reconocidas de América Latina. 
El Gran Combo fue fundado el 26 de mayo de 1962 por Rafael Ithier, quien fue por muchos años el pianista de la orquesta y su director musical. El grupo es conocido por temas como "Ámame", "Brujería", "Falsaría", "Un verano en Nueva York", "Eliminación de feos", "Hojas blancas", "Gotas de lluvia", "La muerte", "Se me fue", "Azuquita pa'l café", "La fiesta de Pilito", "El menú", "No hay cama pa' tanta gente", "Me liberé", "A la reina", "Los tenis", "Julia", "Ojos chinos", "Y no hago más na'", entre otras.

## Historia

### Fundación
El grupo nació como resultado de la ruptura de Rafael Cortijo y su Combo en 1962, agrupación de la que formaba parte Rafael Ithier. Algunos miembros del ya desintegrado grupo se reunieron para la grabación de una placa discográfica junto con el cantante dominicano Joseíto Mateo en uno de los álbumes de su compañía disquera Gema Records, resultando en el lanzamiento de Menéame los mangos. El grupo fue llamado El Gran Combo por el empresario Guillermo Álvarez Guedes. Los miembros iniciales eran Joseíto Mateo, Rafael Ithier, Eddie Pérez, Héctor Santos, Rogelio "Kito" Vélez, Víctor Pérez, Martín Quiñones, Miguel Cruz, Milton Correa y Roberto Roena. 
El grupo se encontró nuevamente para definir los fundamentos de la orquesta y escogieron a los cantantes: Daniel Vázquez, Pellín Rodríguez y Chiqui García. El 26 de mayo de 1962, El Gran Combo se escuchó por primera vez en la radio puertorriqueña. Más tarde, se convirtieron en los músicos del estudio para el programa de televisión "La Taberna India", producido por Cerveza India.
Luego de su debut en vivo en el Hotel La Concha en San Juan, Puerto Rico, Chiqui García abandonó la orquesta. Sammy Ayala, quien había tocado con Ithier en la orquesta de Cortijo, recomendó el reclutamiento de Junior Montañez. Al poco tiempo y a sugerencia de Felipe "La Voz" Rodríguez, cambió su nombre por Andy. Felipe Rodríguez decía que Junior Montañez sonaba como nombre de jockey.

### Primeros álbumes
El 20 de noviembre de 1963, El Gran Combo lanzó su segundo álbum como grupo, ...De Siempre, para Gema Records, con Rodríguez y Montañez como las voces líderes. El lanzamiento fue dos días antes del asesinato del presidente de los Estados Unidos, John F. Kennedy, por lo que la distribución del álbum en Puerto Rico fue pospuesta. Fue entonces cuando se comenzó a distribuir inicialmente en México, Panamá y Venezuela en donde el disco fue muy bien recibido y muy bien difundido radialmente. Fue distribuido, posteriormente, en Nueva York y después en Puerto Rico, en donde se convirtió en una exitosa producción reconocida por un disco de oro.
La agrupación obtuvo gran éxito con presentaciones musicales en varios salones de baile de Nueva York, un año después del lanzamiento de su primer álbum. Estos salones incluían al Palladium Ballroom, el Centro de Manhattan y El Caborrojeño. El éxito que obtuvieron en dichos centros públicos, les abrió el camino para otras apariciones musicales similares en otros países, incluyendo a República Dominicana, Panamá, Colombia y Venezuela. A través de América Latina la placa permanecía en primer lugar consistentemente en las listas musicales. Para ese entonces su popularidad les hizo acreedores de un contrato en televisión exclusivo en "El Show de las 12" en Puerto Rico. La creciente popularidad del show de televisión también hizo aumentar la demanda por la orquesta en toda clase de bailes y eventos musicales y a su vez aumentó las ventas del álbum. 
En 1964, el músico Elías López se unió a la orquesta. Sin embargo, el exceso de exposición hizo que sus demandas se fueran en declive. Aún, en 1967, su álbum Boogaloo Con el Gran Combo también llegó al estatus de disco de oro. En 1969, Roberto Roena y Elías López abandonaron la orquesta para formar el Apollo Sound juntos, siendo sustituidos por Baby Serrano y Edwin Cortés. Héctor Santos y Víctor Pérez también abandonaron el grupo y fueron sustituidos por José Duchesne y Mike Torres, quién fue a su vez sustituido por Gerardo Cruz, quien permaneció en la orquesta diez años. A pesar de estos cambios, siguió prosperando la agrupación y hasta ganó el premio Agüeybaná de Oro en Puerto Rico, como la mejor orquesta de 1969.

### Años 1970
La década siguiente empezó con más cambios con la sustitución de Milton Correa por Miguel Marrero. Entonces, Mike Ramos fue incorporado al grupo como coreógrafo y corista y  Mike Torres fue sustituido subsecuentemente por "Taty" Maldonado. Una vez más, la orquesta salió adelante ganando más premios. La fama de la orquesta creció internacionalmente. Problemas con la disquera Gema Records forzaron al grupo a producir sus álbumes independientemente, obligando a Andy Montañez a hipotecar su vivienda para cubrir los gastos de las producciones de sus discos. Esto resultó en el establecimiento de su propio sello discográfico, EGC Records y su primera producción, una placa titulada "Estamos Primeros". 
En 1971, el trombón, tocado por Fanny Ceballos fue introducido a la orquesta. Ceballos permaneció en la orquesta hasta su muerte por cáncer en 1991. El primer álbum con ese sonido fue "De Punta a Punta" que incluyó temas musicales clásicos tales como "Don Goyo", "Achilipú" y "Le dicen Papá". El disco ganó el premio al mejor disco en el Festival de discos de Oro de Miami. En 1972, lanzan el álbum "Por el Libro", la cual marca el décimo aniversario de la orquesta. En 1973 Pellín Rodríguez dejó el grupo para lanzarse como solista y fue entonces sustituido por Marcos Montañez, hermano de Andy Montañez, quien trabajó con la orquesta por solo seis meses, así mismo fue suplantado por el virtuoso sonero Charlie Aponte. 
En 1973, El Gran Combo cantó frente a 50 000 fanáticos en el Yankee Stadium de Nueva York como la actuación que abrió el espectáculo del concierto vendido a capacidad de Fania All Stars.
En 1975 Miguel Cruz, uno de los miembros fundadores de la orquesta abandonó el grupo debido a problemas médicos y fue sustituido por Fernando Pérez. El año siguiente, la orquesta ganó el Premio Nueva Orleans y también el premio de la Copa del Presidente otorgado en Venezuela por ser la mejor orquesta musical internacional en 1977. Pero ese año también vio la jubilación de Martín Quiñones y la salida de Andy Montañez, quien se retiró del grupo tras recibir una oferta para reemplazar a Oscar D'León en la Dimensión Latina. Jerry Rivas fue escogido para unirse a la orquesta. El éxito de este nuevo dúo fue probado con Internacional lanzado en 1977 y En Las Vegas en 1978 que alcanzó el estatus de disco de oro. 
El lanzamiento del larga duración En Las Vegas en 1978 alivió el miedo de muchos, quienes se preocuparon con los constantes cambios de personal que se producían entonces. Para finales de la década de 1970 la orquesta había ganado más honores, un ejemplo de esto es el reconocimiento que les fue otorgado en el Festival de bomba y plena del Instituto de Cultura Puertorriqueña. En 1978 fallece en una operación el timbalero Mike "Malaret" Marrero y es sustituido por Edgardo Morales quien fuera timbalero de la Sonora Ponceña y varias orquestas. La ejecución de Morales cambio drásticamente el sonido rítmico del grupo. En el disco "Happy Days" Rafael Ithier escribe la canción "Timbalero' para Edgardo Morales, la misma ha sido un éxito permanente en el repertorio del grupo hasta la actualidad. Morales tocó con la Orquesta hasta 1988 siendo sustituido por Domingo "Cuqui" Santos. Edgardo Morales falleció en marzo de 2013 víctima de cáncer. 
La década de los 1970 cerró con el lanzamiento de otro disco de oro llamado "¡Aquí No Se Sienta Nadie!" en 1979 y una gira exitosa en Perú. El próximo año los vio obtener reconocimiento y validez en el difícil mercado de México con el premio Calendario de Plata.

### Años 1980 y 1990
La orquesta abrió los 1980 con el larga duración Unity saliendo de la agrupacion Mike Ramos y en sustitucion del mismo entra Papo Rosario como cantante,corista y encargado de las coreagrafias del Combo cambiando también la puesta en escena. Continuaron recibiendo numerosos premios en toda América Latina. En 1982 celebraron su aniversario número 20 en el Madison Square Garden. También alcanzaron a Europa ese año tocando en París, Francia.
En la década de 1980 también se destacaron por ganar el Congo de Oro del carnaval de Barranquilla.
En 1984 viajaron a Alaska donde recibieron una gran bienvenida. Luego, lanzaron el álbum titulado In Alaska Breaking the Ice ("En Alaska Rompiendo EL Hielo") que les mereció su primera nominación al Grammy.
A principios de los años 1990 fueron homenajeados en Madrid, España, abriendo la década con el pie derecho. El 29 de marzo de 1992 celebraron un concierto masivo en el estadio Hiram Bithorn ante 30 000 personas.

### Siglo XXI
En el 2000 reciben el nuevo milenio con el CD Nuevo milenio el mismo sabor la cual se desprende el clásico tema Me libere y en el 2002 El Gran Combo celebró su aniversario número 40 con dos conciertos vendidos a capacidad en el Coliseo Rubén Rodríguez en Bayamón, Puerto Rico. Esta celebración generó un álbum renombrado que fue reconocido como uno de los mejores de ese año. Un año después recibieron una nominación al Grammy por Mejor Álbum Tropical.
Desde el 2006 la orquesta ha lanzado sobre 40 álbumes o CD y ha recibido numerosos premios, incluyendo discos de oro, un "Calendario de Plata" en México, un "Combo Dorado" en Colombia, un "Premio Paoli" en su patria, Puerto Rico y una distinción honorable en España y muchos otros. En ese año lanzaron la producción discográfica titulada Arroz con habichuela, del cual salieron varios éxitos como  "No hay manera", "Cómo tiembla el alma", "Piénsalo" y "Arroz con habichuelas".
En el 2010 lanzaron su producción Si no hay salsa no hay paraíso, del cual salió el éxito homónimo, entre otros.
En agosto del 2011 El Gran Combo reescribió la letra de su propio éxito No hago más na' que cantaba en sátira acerca de un día en la vida de un vago. La versión nueva fue denominada Echar pa'lante y trata sobre un día en la vida de un trabajador y las virtudes del trabajo. Además, lanzaron un video con un mensaje positivo antes de comenzar la canción y enseñaron tomas de gente trabajando en comparación con miembros del Gran Combo tocando diferentes instrumentos.
El Gran Combo celebró sus 50 años el 11 de noviembre de 2012. 
El 9 de agosto del 2013 el saxofonista y miembro fundador del grupo Eddie "La Bala" Pérez fallece luego de sufrir la amputación de sus piernas y serias complicaciones de salud. Es sustituido por Virgil Rivera.
El 12 de diciembre del 2014 su cantante principal Charlie Aponte anuncia su retiro por razones personales después de cantar con la orquesta desde 1973. Su última presentación fue el 30 de diciembre del 2014 en Cali, Colombia.
El 24 de enero del 2015 Anthony García es seleccionado para sustituir a Charlie Aponte.
El 6 de marzo de 2017 fallece el trompetista Víctor Edwin “Cano” Rodríguez. Es sustituido por Carlos Vargas. 
El 27 de mayo de 2017 celebraron su 55 aniversario en el coliseo José Miguel Agrelot en San Juan, Puerto Rico. Como cantantes invitados estuvieron Gilberto Santa Rosa y La India. 
Ni Charlie Aponte ni Andy Montañez estuvieron presentes.
En 2017 Luis "Papo" Rosario es sustituido interinamente por Joselito Hernández por situación de salud. En 2019, Rosario se retira del grupo debido a problemas de salud.
Joselito Hernández pasa a ser su sustituto permanentemente.
En 2021 Virgil Rivera sale de la Orquesta y es sustituido por Josué Urbina. 
El 3 de junio de 2022 fallece el pianista y Director Musical Willie Sotelo por complicaciones de cancer.
José “Lenni” Prieto sustituye a Sotelo en el piano. 
Freddie Miranda pasa a ser El Director musical (en ausencia de Ithier).
En 2022 el primer trompetista Luis “Taty” Maldonado se acoge al retiro aunque se mantiene como administrador de la Orquesta. Es sustituido por Julito Alvarado.

## Discografía
| Serie      | Título                                 | Año de producción | Sello              |
| LPG 1170   | Menéame los Mangos                     | 1962              | Gema Records       |
| LPG 1181   | ...de Siempre                          | 1963              | Gema Records       |
| LPG 1188   | Acángana                               | 1964              | Gema Records       |
| LPG 1195   | Ojos Chinos-Jala jala                  | 1964              | Gema Records       |
| LPG 3001   | El Caballo Pelotero                    | 1965              | Gema Records       |
| LPG 3021   | En Navidad                             | 1966              | Gema Records       |
| LPG 3011   | El Swing del Gran Combo                | 1966              | Latin Exitos       |
| LPG 3027   | Maldito Callo                          | 1967              | Gema Records       |
| LPG 3030   | Esos Ojitos Negros                     | 1967              | Gema Records       |
| LPG 3035   | Fiesta con El Gran Combo               | 1967              | Gema Records       |
| LPG 3044   | Boogaloos con El Gran Combo            | 1967              | Gema Records       |
| LPG 3052   | ¿Tú querías boogaloo?, ¡Toma boogaloo! | 1967              | Gema Records       |
| LPG 3057   | Pata Pata-Jala Jala y Boogaloo         | 1968              | Gema Records       |
| LPG 3061   | Tangos por El Gran Combo               | 1968              | Gema Records       |
| LPG 3066   | Los nenes sicodélicos                  | 1968              | Gema Records       |
| LPG 3074   | Latin Power                            | 1968              | Gema Records       |
| LPG 3078   | Smile it's                             | 1969              | Gema Records       |
| LPG 3083   | Este sí que és                         | 1969              | Gema Records       |
| RCSLP 1911 | Estamos primeros                       | 1970              | EGC Records        |
| RCSLP 1912 | De punta a punta                       | 1971              | EGC Records        |
| RCSLP 1913 | Por el libro                           | 1972              | EGC Records        |
| RCSLP 1914 | En acción                              | 1973              | EGC Records        |
| RCSLP 1915 | 5                                      | 1973              | EGC Records        |
| RCSLP 1916 | Disfrútelo, ¡hasta el Cabo!            | 1974              | EGC Records        |
| RCSLP 1921 | 7                                      | 1975              | EGC Records        |
| RCSLP 1922 | Los sorullos                           | 1975              | EGC Records        |
| RCSLP 1923 | Mejor que nunca                        | 1976              | EGC Records        |
| RCSLP 1924 | Internacional                          | 1977              | EGC Records        |
| RCSLP 1925 | En Las Vegas                           | 1978              | Combo Records      |
| RCSLP 2013 | ¡Aquí no se sienta Nadie!              | 1979              | Combo Records      |
| RCSLP 2018 | Unity                                  | 1980              | Combo Records      |
| RCSLP 2021 | Happy Days                             | 1981              | Combo Records      |
| RCSLP 2026 | Nuestro Aniversario                    | 1982              | Combo Records      |
| RSCLP 2034 | La Universidad de la Salsa             | 1983              | Combo Records      |
| RSCLP 2039 | In Alaska Breaking the Ice             | 1984              | Combo Records      |
| RSCLP 2043 | Innovations                            | 1985              | Combo Records      |
| RSCLP 2045 | Nuestra Música                         | 1985              | Combo Records      |
| RSCLP 2048 | Y su Pueblo                            | 1986              | Combo Records      |
| RSCLP 2054 | Romántico y sabroso                    | 1988              | Combo Records      |
| RSCLP 2060 | ¡Ámame!                                | 1989              | Combo Records      |
| RSCLP 2070 | Latin Up!                              | 1990              | Combo Records      |
| RSCLP 2080 | ¡Erupción!                             | 1991              | Combo Records      |
| RSCLP 2090 | ¡Gracias!: 30 años de sabor            | 1992              | Combo Records      |
| RSCLP 2095 | First Class International              | 1993              | Combo Records      |
| COM 2104   | La ruta del Sabor                      | 1994              | Combo Records      |
| UMD 42003  | Juntos de nuevo                        | 1994              | Fonovisa Inc.      |
| UMD 42004  | Para todos los gustos                  | 1995              | Fonovisa Inc.      |
| UMD 42007  | Por todo lo alto                       | 1996              | Fonovisa Inc.      |
| COM 2130   | Pasaporte musical                      | 1998              | Combo Records      |
| COM 2134   | Nuevo milenio - el mismo sabor         | 2001              | Combo Records      |
| SNY 9322   | ¡40 aniversario en vivo!               | 2002              | RCA Records        |
| SNY 95481  | Aquí estamos y… ¡De verdad!            | 2004              | Sony International |
| SNY 702756 | Arroz con habichuela                   | 2006              | Sony International |
| SNY 8869   | Sin salsa no hay Paraíso               | 2010              | Sony Music Latin   |
| EGC 1962   | 50 aniversario, vol. 1                 | 2013              | EGC Records        |
|            | Alunizando                             | 2016              | EGC Records        |
|            | En Cuarentena                          | 2021              | EGC Records        |

## Compilaciones
| Serie          | Título                                                                                   | Año de producción |
| LPG SE-COL-031 | 15 grandes éxitos, vol. 1                                                                | 1966              |
| DH 1509        | 15 grandes éxitos, vol. 2                                                                | 1967              |
| LPG 3036       | Boleros románticos                                                                       | 1967              |
| LPG 1510       | 15 grandes éxitos, vol. 3                                                                | 1968              |
| LPG SE-COL-026 | Merengues                                                                                | 1968              |
| LPG SE-COL-027 | Guarachas                                                                                | 1968              |
| LPG SE-COL-028 | Bombas, bombas, bombas                                                                   | 1968              |
| LPG SE-COL-029 | Épocas de Oro                                                                            | 1968              |
| LPGS-5057      | Los años de Andy Montañez con El Gran Combo                                              | 1978              |
| COM 2029       | 20 años, 20 éxitos                                                                       | 1982              |
| COM 2150       | 25th anniversary                                                                         | 1987              |
| D 16040        | 20 grandes éxitos                                                                        | 1990              |
| UR 057         | Celebrando los 30 años y sus éxitos de siempre                                           | 1992              |
| COM 2091       | 30 aniversario bailando con el Mundo                                                     | 1992              |
| FTCD-42003     | Juntos de nuevo                                                                          | 1994              |
| SNY 81476      | The Best                                                                                 | 1995              |
| D 16476        | 16 boleros                                                                               | 1996              |
| COM 2125       | 35th anniversary: 35 years around the world                                              | 1997              |
| FTS 20007      | 30 éxitos remasterizados                                                                 | 2000              |
| DH 5001        | Los 40 del Gran Combo                                                                    | 2002              |
| RSC 02140      | Salsa Classics Revisited                                                                 | 2003              |
|                | Lo más nuevo y lo mejor                                                                  | 2006              |
| COM 2145       | From The Beginning: 45 Years of Music                                                    | 2007              |
| E 20386        | 46 aniversario: toda una historia                                                        | 2008              |
| COM 2141       | It's Christmas Time!: 15 Greatest Hits                                                   | 2010              |
| BPEGC 371035   | Salsa: un homenaje a El Gran Combo                                                       | 2010              |
|                | Greatest Christmas Hits of the Last Half Century: 50 Años de Patria, Tradición y Navidad | 2012              |

## Miembros actuales

### Cantantes
- Jerry Rivas (1977 - presente)
- Anthony García (2015 -presente)
- Joselito Hernández (2017 - presente)

### Orquesta
- Rafael Ithier - pianista, director y fundador  (1962 - presente)
- Freddie Miranda - saxofón y dirección musical (1980 - presente)
- Josué Urbina - saxofón (2021 - presente)
- Julio “Julito” Alvarado - trompeta (2022 - presente)
- Carlos M. Vargas - trompeta (2016 - presente)
- Moisés Nogueras - trombón (1991 - presente)
- Freddy Rivera - bass (1989 - presente)
- Domingo "Cuqui" Santos - timbales (1988 - presente)
- Miguel "Pollo" Torres - conga (1979 - presente)
- Richie Bastar - bongó (1999 - presente)
- José “Lenni” Prieto piano (2022 - presente)

## Antiguos miembros

### Cantantes
- "Chiqui" Rivera (1962) Fallecido
- Joseíto Mateo (1962-1963) Fallecido
- Pellín Rodríguez (1962-1973) Fallecido
- Andy Montañez (1962-1976)
- Marcos Montañez (1973) Fallecido
- Mike Ramos (corista y coreógrafo) (1970-1979)
- Charlie Aponte (1973-2014)
- Luis "Papo" Rosario (1980–2019)

### Percusionistas
- Roberto Roena - Bongó (1963 - 1969) Fallecido
- Milton Correa - Timbales (1962 - 1970)
- Mike "Malaret" Marrero - Timbales (1970 - 1978) Fallecido
- Edgardo Morales - Timbales (1978 - 1988) Fallecido
- Martín Quiñones - Conga (1962 - 1977) Fallecido
- Martín Quiñones, Jr. - Conga (1977 - 1978)
- Gabriel "Baby" Serrano - Bongó (1969 - 1984) Fallecido
- José Miguel "Mitchel" Laboy - Bongós (1984 - 1999) Fallecido

### Bajo
- Miguel Cruz - (1962 - 1975) Fallecido
- Fernando Pérez - (1975 - 1989)

### Piano
Willie Sotelo (2006- 2022) 
Fallecido

### Trompetistas
- Rogelio "Kito" Vélez (1962 - 1964) Fallecido
- Víctor Pérez (1962 - 1968)
- Elías Lopés (1964 - 1969) Fallecido
- Mike Torres (1969 - 1970)
- Edwin Cortés (1969 - 1970)
- Tommy Sánchez (1970)
- Gerardo "Grillo" Cruz (1970 - 1979) Fallecido
- Edwin González (1979)
- Nelson Feliciano (1979 - 1980)
- Víctor "Cano" Rodríguez (1980 - 2015) Fallecido
- Luis “Taty” Maldonado (1970 - 2022) Retirado

### Trombonistas
- Epifanio "Fanny" Ceballos - (1971 - 1991) Fallecido
- Toñito Vazquez (1991)

### Saxofonistas
- Héctor Santos (1962 - 1969)
- José Duchesne (1969 - 1980) Fallecido
- Eddie "La Bala" Pérez (1962 - 2012) Fallecido
- Virgil Rivera (2009-2021)

## Congos de Oro
Otorgado en el Festival de Orquestas del carnaval de Barranquilla:
| Año  | Trabajo nominado             | Categoría | Resultado |
| ---- | ---------------------------- | --------- | --------- |
| 1994 | El Gran Combo de Puerto Rico | Salsa     | Ganador   |